# Театралният директор
„Театралният директор“, (K. 486, в оригинал: „Der Schauspieldirektor“) е едноактна комична опера тип зингшпил, написана от Волфганг Амадеус Моцарт на немски, либретото е на Готлиб Стефание.
Моцарт пише операта на музикално състезание на 7 февруари 1786 г., проведено в двореца Шьонбрун във Виена под патронажа на императора на Свещената Римска империя и ерцхерцог на Австрия Йозеф II.
Може да се открие прилика в характера на увертюрата с тази на операта „Сватбата на Фигаро“, която е писана по същото време и представена на 1 май 1786 г.
Има само 4 музикални номера в партитурата и музикален концерт (около 30 мин., включително увертюрата), заобиколени от множество говорни диалози. В днешно време текстът често изцяло се пренаписва, за да е актуален със съвременните теми.

## Персонажи
| роли                          | типове гласове | Премиерен състав, 7 февруари 1786 |
| ----------------------------- | -------------- | --------------------------------- |
| Франк, музикален директор     | говорна роля   | Готлиб Стефани                    |
| Айлер, банкер                 | говорна роля   | Йохан Франц Хиеронимус Брокман    |
| Буф, буфо певец               | бас            | Йозеф Вайдман                     |
| Мосю Фогелзанг, певец         | тенор          | Валентин Адамбергер               |
| Мадам Херц, певица            | сопран         | Алисия Вебер                      |
| Мадмоазел Зилберкланг, певица | сопран         | Катарина Кавалиери                |
| Херц, актьор                  | говорна роля   | Йозеф Ланг                        |
| Мадам Пфайл, актриса          | говорна роля   | Анна Мария Стефани                |
| Мадам Короне, актриса         | говорна роля   | Йохана Сако                       |
| Мадам Фогелзанг, актриса      | говорна роля   | Мария Анна Адамбергер             |

## Значими арии
- „Bester Jüngling“ – Мадмоазел Зилберкланг
- „Da schlägt des Abschieds Stunde“ – Мадам Херц